# Alvarenganiella
Alvarenganiella is een monotypisch geslacht van kevers uit de familie van de klopkevers (Anobiidae).

## Soort
- Alvarenganiella seabrai Viana & Martinez, 1971